# Geryichthys sterbai
Geryichthys sterbai és una espècie de peix de la família dels crenúquids i de l'ordre dels caraciformes.

## Morfologia
- Els mascles poden assolir 3 cm de llargària total.[6]

## Hàbitat
Viu en zones de clima tropical.

## Distribució geogràfica
Es troba a Sud-amèrica: conca del riu Amazones a la regió d'Iquitos i a la conca del riu Ucayali (Perú).